# Quận Colusa, California
Quận Colusa là một quận trong tiểu bang California, Hoa Kỳ. Quận lỵ đóng tại thành phố Colusa2. Theo Cục điều tra dân số Hoa Kỳ, dân số năm 2000 của quận này là 18.804 người 2.